# Cyperus austrochrysanthus
Cyperus austrochrysanthus är en halvgräsart som beskrevs av Kaare Arnstein Lye. Cyperus austrochrysanthus ingår i släktet papyrusar, och familjen halvgräs.
Artens utbredningsområde är Angola. Inga underarter finns listade i Catalogue of Life.